# Левин, Фёдор Маркович
Фёдор Маркович Левин (5 (18) октября 1901, Санкт-Петербург — 4 мая 1972, Москва) — российский литературный критик и редактор, мемуарист.

## Биография
В 1911 году поступил в Введенскую гимназию (с 1913 года — гимназия имени Петра Великого), окончил семь классов в 1918 году (восьмой класс был отменён декретом СНК). Спасаясь от голода, вместе с матерью и двумя братьями поехал в Воронежскую губернию. В июне 1920 года призван в РККА. Участник Гражданской войны, помполит 30-го полка 2-й запасной стрелковой бригады 2-й Особой (железнодорожной) армии. Член РКП(б) с 1920 года, делегат VIII съезда Советов (1920) от солдатского совета. В 1921 году вернулся в Петроград, был инструктором политуправления Петроградского военного округа, в 1922—1924 годах учился в лекторской группе Петроградского коммунистического университета им. Зиновьева по специальности «политэкономия». Посещал литературный кружок при клубе комвуза под руководством А. Крайского. В 1924—1925 годах заведующий совпартшколой в Севастополе, в 1926 году в севастопольском райкоме ВКП(б), в 1927—1928 годах заведующий подотделом пропаганды Крымского обкома, в 1928—1929 годах заведующий агитпропом парторганизации Керченского металлургического завода. Опубликовал сборник стихов «В буре дней» (1928).
Окончил Институт красной профессуры (1933). С 1933 года главный редактор издательства «Советская литература». Член Союза писателей СССР с 1934 года. В 1934 году стал организатором, первым главным редактором и директором издательства «Советский писатель», освобождён от должности в 1935 году после неисполнения указания о чистке аппарата издательства (в том числе М. С. Фишелева и Я. М. Козловскую [ЦГАМ, ф. 8131, оп. 1, д. 21, л. 141—142, 147]). В 1935/1936 годах несколько месяцев работал в отделе пропаганды ЦК ВКП(б). В 1938 году несколько месяцев возглавлял сценарный отдел Комитета по делам кинематографии. С августа 1938 года заместитель главного редактора журнала «Литературный критик» и главный редактор журнала «Литературное обозрение». Оба журнала подверглись разгрому постановлением Оргбюро ЦК ВКП(б) от 26 ноября 1940 г.: «Литкритик» был закрыт, но «Литобозрение» сохранён и передан в Институт мировой литературы имени А. М. Горького РАН.
В начале Великой Отечественной войны ушёл на фронт добровольцем, работал ответственным секретарём газеты Карельского фронта «В бой за Родину». В апреле 1942 года арестован по доносу, полгода провёл в лагере, однако в итоге был оправдан и вернулся к работе фронтовым писателем, организатором фронтового лектория, кинолектория и театра. Награждён орденом Красной Звезды. На фронте началась многолетняя дружба с Ефим Эткиндом.
В 1948—1949 годах по инициативе Льва Ошанина и Анатолия Тарасенкова подвергался идеологическим преследованиям. Был исключен из Союза писателей и партии. В послевоенное время работал в Литературном музее, внутренним рецензентом журнала «Знамя», редактором издательства «Советский писатель». В 1955 г. приступил к работе с архивом Андрея Платонова, вместе с вдовой писателя М. А. Платоновой добивался разрешения на выход сборника произведений Платонова в «Советском писателе». Был текстологом, составителем, редактором, автором предисловия рассыпанного в 1957 г. сборника произведений Платонова, из которого соберёт новый, разрешенный к публикации сборник «Избранные рассказы» (1958). С предисловиями Левина выходили книги Павла Мельникова-Печерского (1958, 1960) и Леонида Андреева (1957). В 1958 г. будет добиваться выхода и станет редактором романа Юрия Домбровского «Обезьяна приходит за своим черепом», который рекомендовал к публикации еще в 1948 г. Был дружен с Василием Гроссманом, автор предисловия к его книге «Повести, рассказы, очерки», послесловия к роману «Степан Кольчугин» (1960), работал над невышедшим собранием сочинений писателя. В 1967 г. на квартире Левина на проезде Художественного театра, 2 Александр Солженицын работал над письмом IV съезду Советских писателей. Посмертно вышли книги, над которыми шла многолетняя работа: «И. Бабель. Очерк творчества» (1972; четвертый вариант с 1966 г.) и книга воспоминаний «Из глубин памяти» (1973, с многочисленными сокращениями; переиздана в 1984 г.).